# Cantone di Marmande-1
Il Cantone di Marmande-1 è una divisione amministrativa dell'Arrondissement di Marmande.
È stato costituito a seguito della riforma approvata con decreto del 26 febbraio 2014, che ha avuto attuazione dopo le elezioni dipartimentali del 2015.

## Composizione
Comprende parte della città di Marmande e i 9 comuni di
- Beaupuy
- Cocumont
- Couthures-sur-Garonne
- Gaujac
- Marcellus
- Meilhan-sur-Garonne
- Montpouillan
- Saint-Sauveur-de-Meilhan
- Sainte-Bazeille